# Championnat d'Écosse de football 1910-1911
Navigation
Édition précédente Édition suivante
La 21e édition du championnat d'Écosse de football est remportée par les Rangers FC. C’est le sixième titre de champion du club de la communauté protestante de Glasgow. Les Rangers mettent fin à 6 années de domination sans partage du Celtic Glasgow. Ils gagnent avec quatre points d’avance sur Aberdeen FC. Falkirk FC complète le podium. 
À la fin de la 20e saison, le club de Port Glasgow Athletic, après avoir longtemps flirté avec la dernière place du championnat, voit son dossier refusé par l’assemblée des clubs constituant la première division écossaise. Raith Rovers est choisi pour le remplacer dans l’élite. C’est la première fois que le club de Kirkcaldy joue en première division.
Avec 38 buts marqués en 34 matchs, Willie Reid de Rangers FC remporte le titre de meilleur buteur du championnat.

## Les clubs de l'édition 1910-1911
| Club                              | Ville      |
| --------------------------------- | ---------- |
| Aberdeen Football Club            | Aberdeen   |
| Airdrieonians Football Club       | Airdrie    |
| Celtic Football Club              | Glasgow    |
| Clyde Football Club               | Glasgow    |
| Dundee Football Club              | Dundee     |
| Falkirk Football Club             | Falkirk    |
| Greenock Morton Football Club     | Greenock   |
| Hamilton Academical Football Club | Hamilton   |
| Heart of Midlothian Football Club | Édimbourg  |
| Hibernian Football Club           | Leith      |
| Kilmarnock Football Club          | Kilmarnock |
| Motherwell Football Club          | Motherwell |
| Partick Thistle Football Club     | Glasgow    |
| Queen's Park Football Club        | Glasgow    |
| Raith Rovers Football Club        | Kirkcaldy  |
| Rangers Football Club             | Glasgow    |
| Saint Mirren Football Club        | Paisley    |
| Third Lanark Athletic Club        | Glasgow    |

## Compétition

### Classement
Le classement est établi sur le barème de points classique (victoire à 2 points, match nul à 1, défaite à 0).
| Rang | Équipe              | Pts | J  | G  | N  | P  | Bp | Bc | Diff |
| ---- | ------------------- | --- | -- | -- | -- | -- | -- | -- | ---- |
| 1    | Rangers FC          | 52  | 34 | 23 | 6  | 5  | 90 | 34 | +56  |
| 2    | Aberdeen FC         | 48  | 34 | 19 | 10 | 5  | 53 | 28 | +25  |
| 3    | Falkirk FC          | 44  | 34 | 17 | 10 | 7  | 65 | 42 | +23  |
| 4    | Partick Thistle FC  | 42  | 34 | 17 | 8  | 9  | 50 | 41 | +9   |
| 5    | Celtic FC           | 41  | 34 | 15 | 11 | 8  | 48 | 18 | +30  |
| 6    | Dundee FC           | 41  | 34 | 18 | 5  | 11 | 54 | 42 | +12  |
| 7    | Third Lanark AC     | 39  | 34 | 16 | 7  | 11 | 59 | 53 | +6   |
| 8    | Clyde FC            | 39  | 34 | 14 | 11 | 9  | 46 | 36 | +10  |
| 9    | Hibernian FC        | 36  | 34 | 15 | 6  | 13 | 44 | 48 | -4   |
| 10   | Kilmarnock FC       | 34  | 34 | 12 | 10 | 12 | 42 | 45 | -3   |
| 11   | Airdrieonians       | 33  | 34 | 12 | 9  | 13 | 49 | 53 | -4   |
| 12   | Saint Mirren        | 31  | 34 | 12 | 7  | 15 | 46 | 57 | -11  |
| 13   | Greenock Morton     | 29  | 34 | 9  | 11 | 14 | 49 | 51 | -2   |
| 14   | Heart of Midlothian | 24  | 34 | 8  | 8  | 18 | 42 | 59 | -17  |
| 15   | Raith Rovers        | 24  | 34 | 7  | 10 | 17 | 36 | 55 | -19  |
| 16   | Hamilton Academical | 21  | 34 | 8  | 5  | 21 | 31 | 60 | -29  |
| 17   | Motherwell FC       | 20  | 34 | 8  | 4  | 22 | 37 | 66 | -29  |
| 18   | Queen's Park FC     | 14  | 34 | 5  | 4  | 25 | 28 | 80 | -52  |

|  | Champion d'Écosse |
|  | Relégation        |

## Bilan de la saison
| Tableau d'Honneur                |            |
| Compétition                      | Vainqueur  |
| Championnat d'Écosse de football | Rangers FC |
| Coupe d'Écosse de football       | Celtic FC  |

| Promotions et relégations |       |
| Promus                    | Aucun |
| Relégués                  | Aucun |

## Statistiques

### Meilleur buteur
1. Willie Reid, Rangers FC, 38 buts